# Nick Tosches
Nick Tosches (Newark, 23 ottobre 1949 – Manhattan, 20 ottobre 2019) è stato uno scrittore, giornalista e biografo statunitense.

## Biografia
Di famiglia pugliese di ascendenza albanese (il nonno emigrò a fine 1800 a New York da Casalvecchio di Puglia, dopo aver sbarcato il lunario con differenti tipologie di lavoro) Tosches cominciò a scrivere su riviste di poesia e musica, fra cui Creem e Fusion. Dopo Country: The Biggest Music in America (1977), diventò famoso con il suo secondo libro: Hellfire, una biografia su Jerry Lee Lewis pubblicata nel 1982.
Successivamente pubblicò altre biografie su personaggi famosi quali Dean Martin, Johnny Ace, Michele Sindona, Sonny Liston, Emmett Miller, e Arnold Rothstein. Tosches scrisse inoltre una raccolta di poesie, Chaldea, e i romanzi Cut Numbers, Trinities e In the Hand of Dante.  È stato citato su alcune tra le più popolari riviste  Vanity Fair, Esquire e Open City.
The Nick Tosches Reader è una raccolta con molti dei suoi lavori  pubblicati dall'inizio della sua carriera di scrittore. Tosches fece una apparizione su Travel Channel nello show Anthony Bourdain: No Reservations nell'episodio Disappearing Manhattan. Nick Tosches rilasciò questo commento sulla raccolta di cd People Take Warning! - Murder Ballads & Disaster Songs, 1913-1938:

## Opere
- Country, 1977, Da Capo Press, USA, ISBN 0-306-80713-0 sulla musica country
- Hellfire, 1982 (prima edizione), Grove Press, USA, ISBN 0-8021-3566-8 su Jerry Lee Lewis
- Unsung Heroes of Rock N' Roll: The Birth of Rock in the Wild Years Before Elvis, 1984 (prima edizione), Da Capo Press, USA, ISBN 0-306-80891-9
- Power on Earth, 1986, Arbor House Pub Co, USA, ISBN 0-87795-796-7 su Michele Sindona; trad. it. [Il mistero Sindona]. le memorie e le rivelazioni di Michele Sindona (Pubblicato a Milano da SugarCo editore nel 1986. 316 pagine; ripubblicato da Alet nel 2009 in versione non censurata)
- Cut Numbers, 1988 (prima edizione), Back Bay Books, USA, ISBN 0-316-89658-6, romanzo
- Dino: Living High in the Dirty Business of Dreams, 1992 (prima edizione), Delta, USA, ISBN 0-385-33429-X su Dean Martin
- Trinities, 1994, St Martins Mass Market Paper, USA, ISBN 0-312-95689-4, romanzo
- Chaldea and I Dig Girls, 1999, C U Z Editions, ISBN 0-9666328-5-0, poesia
- The Devil and Sonny Liston, 2000, Little, Brown, USA, ISBN 0-316-89775-2 su Sonny Liston
- The Nick Tosches Reader, 2000, Da Capo Press, USA, ISBN 0-306-80969-9
- Where Dead Voices Gather, 2001, Little, Brown, USA, ISBN 0-316-89507-5
- The Last Opium Den, 2002, Bloomsbury , USA, ISBN 1-58234-227-X
- In the Hand of Dante, 2002, Little Brown, USA, ISBN 0-316-89524-5, romanzo, Traduzione italiana La mano di Dante, 2004, Mondadori, ISBN 88-04-51177-X
- King of the Jews, 2005, HarperCollins, USA, ISBN 0-641-77194-0

## Discografia
- Blue Eyes And Exit Wounds,  parole e poesie con  Hubert Selby, 1998
- Nick & Homer, con Homer Henderson, 1998
- Fuckthelivingfuckthedead, 2001
- For the taking: Vol. I from CHALDEA con Rick Whitehurst, 2006